# Zeepbaron
Zeepbaron is een benaming die in België is ontstaan tijdens de Eerste Wereldoorlog. Het verwees oorspronkelijk naar personen die tijdens de Duitse bezetting van 1914 tot 1918 zeep produceerden en daar veel geld mee verdienden. Zowel tijdens als na de oorlog werd de term veralgemenend gebruikt voor personen die zich tijdens de oorlog op verschillende manieren verrijkten door munt te slaan uit de precaire oorlogssituatie. Zo werd het woord gaandeweg een synoniem voor oorlogsprofiteurs en, algemener, gewetenloze opportunisten.

## Historische context
Tijdens de Eerste Wereldoorlog heerste in het bezette België een streng en repressief oorlogsbewind. Het centrale bestuur werd overgenomen door Duitse militairen en burgers. Er werden talloze reglementen en voorschriften in het leven geroepen en voor heel wat activiteiten waren vergunningen vereist. De zware heffingen op deze activiteiten – en de boetes voor wie ze niet respecteerde – moesten de bezetting financieren. Samen met het feit dat België door de oorlog was afgesneden van de invoer, werkten deze verboden en beperkingen woeker-, smokkel- en zwartemarktpraktijken in de hand.

## Herkomst van het woord
In dit streng gereglementeerde en armoedige België wisten enkelen zich te verrijken door handig gebruik te maken van militaire corruptie. Vooral in de cafés rond de Brusselse beurs deden zij goede zaken.  Zeep was maar een van de luxeproducten die er werden verkocht. In zijn oorlogsdagboeken beschrijft Karel van de Woestijne “lieden die het ossenvet aan 75 frank kopen van de slachters (…) om het in geheime ziederijen om te zetten in zeep die, hoe hoog de grondstoffen ook komen te staan, een reusachtige winst oplevert.” De eigenaars van deze clandestiene fabrieken verdienden goed geld en dat toonden ze ook graag, waardoor de pejoratieve naam ‘zeepbaron’ (‘le baron Zeep’ in het Frans) ook snel werd geassocieerd met parvenu’s die grote sier maakten met grote wagens, dure sigaren en andere luxeproducten.
Een ander voorbeeld waren personen die grote hoeveelheden suiker opkochten, om er in illegale stokerijen alcohol van te maken en dat heel duur verkochten aan rijken. Karel van de Woestijne geeft een treffende samenvatting van de term ‘zeepbaron’: "Het zijn de opkopers en grootsmokkelaars die de markt beheersen, de rijken uitpersen, de armen uithongeren en die men in de restaurants goede sier ziet maken, al weet men dat ze vóór de oorlog een zeer precair leven leidden, als handelsreiziger, als telegrafist, als onderwijzerken met een huis vol kinderen ..."

## Oweeërs in Nederland
Ook in het niet-bezette Nederland waren zeepbaronnen actief. Door de Britse zeeblokkade en de Duitse duikbootacties waren ook ten noorden van de zogeheten draad bepaalde levensmiddelen en andere goederen schaars geworden. Smokkelaars en louche handelaren maakten ook in Nederland grote winsten door deze situatie. Ze werden OW’ers of oweeërs genoemd, naar de afkorting OW voor ‘oorlogswinst’.